# Olli Jokinen
Pour les articles homonymes, voir Jokinen.
Olli Jokinen né le 5 décembre 1978 à Kuopio en Finlande est un joueur professionnel finlandais de hockey sur glace devenu entraîneur.

## Carrière de joueur
En 1995, il commence sa carrière en SM-Liiga avec le KalPa Kuopio. Il a été repêché dans la Ligue nationale de hockey en tant que troisième choix du repêchage d'entrée dans la LNH 1997 par les Kings de Los Angeles. En 1997, il joue ses premiers matchs en LNH avec cette équipe. En 1999, il rejoint les Islanders de New York. Depuis 2000, il évolue au sein des Panthers de la Floride. Lors du repêchage de 2008, on apprend que Jokinen a été échangé aux Coyotes de Phoenix.
Le 4 mars 2009, Jokinen est échangé aux Flames de Calgary en retour de Matthew Lombardi et Brandon Prust.
Le 2 février 2010, Jokinen est échangé avec un autre joueur des Flames de Calgary Brandon Prust aux Rangers de New York en retour de Aleš Kotalík et Christopher Higgins.
Le 1er juillet 2010, il signe un contrat en tant qu'agent libre avec son ancienne formation, les Flames de Calgary.
Le 2 juillet 2012, il signe un contrat de 2 ans avec les Jets de Winnipeg.
Le 2 juillet 2014, il s'entend à titre de joueur autonome avec les Predators de Nashville pour une durée de 1 an.
Le 15 février 2015, il est échangé aux Maple Leafs de Toronto en compagnie de Brendan Leipsic et d'un choix de 1re ronde en 2015 en retour de Mike Santorelli et de Cody Franson.
Deux semaines plus tard, le 2 mars, il passe des Maple Leafs aux Blues de Saint-Louis en retour de Joakim Lindstrom et d'un choix de 6e tour en 2016.
Le 7 mars 2017, il signe un contrat à titre honoraire avec les Panthers et se retire officiellement du hockey dans cet uniforme.

## Statistiques
| Saison     | Équipe                 | Ligue      |       | Saison régulière | Saison régulière | Saison régulière | Saison régulière | Saison régulière |   | Séries éliminatoires | Séries éliminatoires | Séries éliminatoires | Séries éliminatoires | Séries éliminatoires |
| Saison     | Équipe                 | Ligue      | PJ    | B                | A                | Pts              | Pun              | PJ               | B | A                    | Pts                  | Pun                  |                      |                      |
| 1995-1996  | KalPa Kuopio           | SM-Liiga   | 15    | 1                | 1                | 2                | 2                | -                | - | -                    | -                    | -                    |                      |                      |
| 1996-1997  | HIFK                   | SM-liiga   | 50    | 14               | 27               | 41               | 88               | -                | - | -                    | -                    | -                    |                      |                      |
| 1997-1998  | HIFK                   | SM-liiga   | 30    | 11               | 28               | 39               | 32               | 9                | 7 | 2                    | 9                    | 2                    |                      |                      |
| 1997-1998  | Kings de Los Angeles   | LNH        | 8     | 0                | 0                | 0                | 6                | -                | - | -                    | -                    | -                    |                      |                      |
| 1998-1999  | Falcons de Springfield | LAH        | 9     | 3                | 6                | 9                | 6                | -                | - | -                    | -                    | -                    |                      |                      |
| 1998-1999  | Kings de Los Angeles   | LNH        | 66    | 9                | 12               | 21               | 44               | -                | - | -                    | -                    | -                    |                      |                      |
| 1999-2000  | Islanders de New York  | LNH        | 82    | 11               | 10               | 21               | 80               | -                | - | -                    | -                    | -                    |                      |                      |
| 2000-2001  | Panthers de la Floride | LNH        | 78    | 6                | 10               | 16               | 106              | -                | - | -                    | -                    | -                    |                      |                      |
| 2001-2002  | Panthers de la Floride | LNH        | 80    | 9                | 20               | 29               | 98               | -                | - | -                    | -                    | -                    |                      |                      |
| 2002-2003  | Panthers de la Floride | LNH        | 81    | 36               | 29               | 65               | 79               | -                | - | -                    | -                    | -                    |                      |                      |
| 2003-2004  | Panthers de la Floride | LNH        | 82    | 26               | 32               | 58               | 81               | -                | - | -                    | -                    | -                    |                      |                      |
| 2004-2005  | Kloten Flyers          | LNA        | 8     | 6                | 1                | 7                | 14               | -                | - | -                    | -                    | -                    |                      |                      |
| 2004-2005  | Södertälje SK          | Elitserien | 23    | 13               | 9                | 22               | 52               | -                | - | -                    | -                    | -                    |                      |                      |
| 2004-2005  | HIFK                   | SM-liiga   | 14    | 9                | 8                | 17               | 10               | 5                | 2 | 0                    | 2                    | 24                   |                      |                      |
| 2005-2006  | Panthers de la Floride | LNH        | 82    | 38               | 51               | 89               | 88               | -                | - | -                    | -                    | -                    |                      |                      |
| 2006-2007  | Panthers de la Floride | LNH        | 82    | 39               | 52               | 91               | 78               | -                | - | -                    | -                    | -                    |                      |                      |
| 2007-2008  | Panthers de la Floride | LNH        | 82    | 34               | 37               | 71               | 67               | -                | - | -                    | -                    | -                    |                      |                      |
| 2008-2009  | Coyotes de Phoenix     | LNH        | 57    | 21               | 21               | 42               | 49               | -                | - | -                    | -                    | -                    |                      |                      |
| 2008-2009  | Flames de Calgary      | LNH        | 19    | 8                | 7                | 15               | 18               | 6                | 2 | 3                    | 5                    | 4                    |                      |                      |
| 2009-2010  | Flames de Calgary      | LNH        | 56    | 11               | 24               | 35               | 53               | -                | - | -                    | -                    | -                    |                      |                      |
| 2009-2010  | Rangers de New York    | LNH        | 26    | 4                | 11               | 15               | 22               | -                | - | -                    | -                    | -                    |                      |                      |
| 2010-2011  | Flames de Calgary      | LNH        | 79    | 17               | 37               | 54               | 44               | -                | - | -                    | -                    | -                    |                      |                      |
| 2011-2012  | Flames de Calgary      | LNH        | 82    | 23               | 38               | 61               | 54               | -                | - | -                    | -                    | -                    |                      |                      |
| 2012-2013  | Jets de Winnipeg       | LNH        | 45    | 7                | 7                | 14               | 14               | -                | - | -                    | -                    | -                    |                      |                      |
| 2013-2014  | Jets de Winnipeg       | LNH        | 82    | 18               | 25               | 43               | 62               | -                | - | -                    | -                    | -                    |                      |                      |
| 2014-2015  | Predators de Nashville | LNH        | 48    | 3                | 3                | 6                | 26               | -                | - | -                    | -                    | -                    |                      |                      |
| 2014-2015  | Maple Leafs de Toronto | LNH        | 6     | 0                | 1                | 1                | 2                | -                | - | -                    | -                    | -                    |                      |                      |
| 2014-2015  | Blues de Saint-Louis   | LNH        | 8     | 1                | 2                | 3                | 0                | -                | - | -                    | -                    | -                    |                      |                      |
| Totaux LNH | Totaux LNH             | Totaux LNH | 1 231 | 321              | 429              | 750              | 1 071            | 6                | 2 | 3                    | 5                    | 4                    |                      |                      |

## Honneurs personnels
En 1996, il remporte le trophée Jarmo-Wasama de la meilleure recrue de la saison.
Il reçoit en 1998, le trophée Matti-Keinonen récompensant le joueur avec le meilleur ratio +/- de la SM-liiga.
- Trophée Jari-Kurri : 1997-98